# Beyond the Line of Duty
Beyond the Line of Duty é um filme de drama em curta-metragem estadunidense de 1942 dirigido e escrito por Lewis Seiler e Edwin Gilbert. Venceu o Oscar de melhor curta-metragem em live-action: 2 bobinas na edição de 1943.

## Elenco
- Ronald Reagan
- Hewitt T. Wheless
- Franklin Delano Roosevelt
- Hubert R. Harmon